# Strmec Podravski
Strmec Podravski falu Horvátországban, Varasd megyében. Közigazgatásilag Petrijanechez tartozik.

## Fekvése
Varasdtól 13 km-re, községközpontjától Petrijanectől 5 km-re északnyugatra a Dráva jobb partján fekszik.

## Története
A Dráva menti síkvidéki település a környékbeli többi nemesi birtokokhoz hasonlóan a 15. és 16. században fejlődött ki.
Első említésével "Stermec" alakban 1568-ban a Gyulay birtokok leírásában találkozunk. Anyakönyveit 1857-től vezetik, akkor a falu vele még Strmec volt. A hagyomány szerint a falu régen nem a ma helyén, hanem a Drávához közelebb a ma Šincekov brijegnek (Sincek-domb) nevezett helyen állt. Mivel azonban a Dráva gyakran öntötte el a területét és a medre is szeszélyesen változott az ott élő Kišić molnárcsalád elköltözött arra a helyre ahol ma a falu központja található. Így ők lettek a mai település első lakói. A folyó partjához közel a Borak-ház feletti dombon nagy fakeresztet állítottal az áradások elleni oltalmul a falu lakói. Ez azonban később összedőlt és a helyén 1863-ban kis kápolnát emeltek, benne Szent Miklós püspök szobrával. 1888-ban helyette új, nagyobb kápolnát építettek. Ez, mivel útkereszteződésben volt a később megnövekvő forgalomnak állt útjában. Szükséges volt az áthelyezése. A falu új nagyobb kápolnáját 1990. augusztus 11-én szentelte fel Franjo Kuharić bíboros érsek.
A falunak 1857-ben 272, 1910-ben 451 lakosa volt. 1920-ig Varasd vármegye Varasdi járásához tartozott, majd a Szerb-Horvát Királyság része lett, mely 1929-ben felvette a Jugoszlávia nevet. 1991-óta a független Horvátország része.  2001-ben 701 lakosa volt. A falu ma lényegében három utcából és egy térből áll.  Ma lakói nagyrészt a mezőgazdaságban, a fiatalok főként Varasd ipari üzemeiben dolgoznak, de újabban sokan járnak át a szomszédos Szlovéniába is.

## Nevezetességei
- Szent Miklós püspök tiszteletére szentelt kápolnája 1988 és 1990 között épült, benne Szent Miklós régi szobra látható.
- Határában található a varasdi vízierőmű (HE Varaždin) gátja.

## Sport
A falu labdarúgóklubját az NK Drava Strmecet 1976-ban alapították.

## Külső hivatkozások
- Petrijanec község hivatalos oldala
- A falu weboldala
- A kápolnaszentelés a varasdi püspökség honlapján[halott link]